# Phanerozoic I: Palaeozoic
Albums de The Ocean
Pelagial
(2013) Phanerozoic II: Mesozoic | Cenozoic
(2020)
Phanerozoic I: Palaeozoic est le huitième album studio du groupe de metal progressif allemand The Ocean, sorti le 2 novembre 2018 sous le label Metal Blade Records. C'est un album-concept explorant l'ère géologique du Paléozoïque, qui est la première de l'éon du Phanérozoïque. L'album Phanerozoic II: Mesozoic | Cenozoic sorti en 2020 lui fait suite en évoquant les ères du Mésozoïque et du Cénozoïque.

## Accueil
Phanerozoic I: Palaeozoic est très bien reçu par la critique. Le magazine Loudwire classe la chanson Devonian: Nascent, avec Jonas Renkse de Katatonia au chant, dans les trente meilleurs titres de metal de 2018.

## Liste des titres
| 1.    | The Cambrian Explosion                             | 1:55  |
| 2.    | Cambrian II: Eternal Recurrence                    | 7:52  |
| 3.    | Ordovicium: The Glaciation Of Gondwana             | 4:49  |
| 4.    | Silurian: Age Of Sea Scorpions                     | 9:36  |
| 5.    | Devonian: Nascent (avec Jonas Renkse de Katatonia) | 11:05 |
| 6.    | The Carboniferous: Rainforest Collapse             | 3:09  |
| 7.    | Permian: The Great Dying                           | 9:22  |
| 47:45 |                                                    |       |